# Паметници на Патриарх Евтимий
Списък на паметниците, посветени на Патриарх Евтимий. Патриарх Евтимий е последният патриарх на Втората българска държава, ръководил защитата на Велико Търново три месеца срещу османските орди на султан Баязид (Светкавицата) поради откъсването на цар Иван Шишман в обсадения Никопол.

## Паметници
| Изображение | Описание           | Построен         | Град               | Адрес и бележки |
| ----------- | ------------------ | ---------------- | ------------------ | --- |
|             | паметник           | 1939             | София              | Патриарх Евтимий (паметник в София) се намира на едноименен площад, известен като „Попа“. Дело на скулптура Марко Марков. Паметникът е завършен 1937 г. Етюд от паметника е изготвен през 1936 г. |
|             | паметник           | 2008             | Велико Търново     | Копие на софийския паметник. Намира се пред Художествена галерия „Борис Денев“. |
|             | паметник           | (1918 – 1944 г.) | София              | Фасадната скулптура на 41 ОУ „Патриарх Евтимий“ е умалено копие на софийския паметник. |
|             | паметник           | 2019             | Патриарх Евтимово  | Паметник пред единственото населено място, кръстено на патриарх Евтимий. |
|             | паметник           |                  | Бачковски манастир | Паметник в предполагаемото място на съхранение на мощите на светеца. |
|             | паметник           | 2019             | Плиска             | В Двора на кирилицата. |
|             | паметник           | 2007             | София              | Намира се в квартал Лозенец, на бул. „Джеймс Баучер“. Изцяло дървената триметрова скулптура е дело на скулптора Господин Господинов.                                                              |
|             | паметник           | 1978             | Велико Търново     | На хълма Света гора, в района на ректората на Великотърновския университет |
|             | паметна плоча      |                  | Велико Търново     | |
|             | мозайка и паметник |                  | Пловдив            | На фасадата на Средно училище „Св. Патриарх Евтимий“ (Пловдив) |
|             | пластика           |                  | Велико Търново     | В ОУ „Патриарх Евтимий“. |

## Други
- 2016 г. – 18-метрова рисунка върху саниран блок в Димитровград[16]
- БНБ планира да пусне златна монета с лика на патриарх Евтимий през 2025 г.[17]
- Мощите на светеца са излагани за поклонение в своеобразен ковчег[18]